# 四角い恋愛関係
『四角い恋愛関係』（原題: Imagine Me & You）は、2005年制作のアメリカ・イギリス・ドイツ合作映画。日本では劇場未公開。
4人の男女が繰り広げるラブコメディ。同性愛を上品に丁寧に扱った恋愛映画となっている。

## キャッチコピー
ストレートにはいかない　幸せの新しいカタチ

## ストーリー
みんなに祝福され結婚式をあげたレイチェルとヘックだったが、新婦レイチェルは、式の当日のパーティーで花を担当していたルースと出会った時に、何かを感じる。そして、ルースと新郎ヘックの友人・クーパーとの出会いを画策したことにより、新婚夫婦になったばかりの二人の恋は思いもよらない方向へと展開していく。

## キャスト
| 役名           | 俳優                             | 日本語吹替   |
| -------------- | -------------------------------- | ------------ |
| レイチェル     | パイパー・ペラーボ               | 小笠原亜里沙 |
| ルース         | レナ・ヘディ                     | 岡寛恵       |
| ヘック         | マシュー・グード                 | 横堀悦夫     |
| テッサ         | セリア・イムリー                 | 一城みゆ希   |
| ネド           | アンソニー・スチュワート・ヘッド | 浦山迅       |
| クーパー       | ダーレン・ボイド                 | 宮内敦士     |
| エラ           | スー・ジョンストン               | 沢田敏子     |
| H              | ブー・ジャクソン                 | 小林由美子   |
| ベス           | シャロン・ホーガン               |              |
| エディ         | エヴァ・バーシッスル             |              |
| ジーナ         | ヴィネット・ロビンソン           |              |
| ロブ           | ベン・マイルズ                   |              |
| エドワーズ夫人 | モナ・ハモンド                   |              |
| ゴードン       | リック・ウォーデン               |              |
| アナ           | エンジェル・コールビー           |              |